# Vent'anni...
Vent'anni... è il secondo album del cantante italiano Massimo Ranieri.

## Descrizione
L'album viene pubblicato a dicembre del 1970, e contiene anche la canzone che il cantante presenta a Canzonissima 1970, Vent'anni, classificandosi al primo posto.
Il brano raggiunge anche il primo posto nella classifica dei 45 giri per 8 settimane.
L'album non contiene il retro, Io non avrò, ma racchiude alcune delle canzoni pubblicate in precedenza su 45 giri: Le braccia dell'amore/Candida, Sei l'amore mio/Fai di me quello che vuoi, Sogno d'amore/Mio caro amore evanescente e puro.
Completano il disco una cover di A Salty Dog dei Procol Harum, Il marinaio (già incisa dai Beans e da i Fratelli), una versione di Non si può leggere nel cuore, successo scritto da Franco Califano e Totò Savio per gli Showmen, i Campanino e Jacky Salvi, e Aranjuez amore mio (qui però intitolata Il concerto di Aranjuez), canzone che utilizza per la melodia parte del tema del movimento Adagio del Concierto de Aranjuez del 1939 di Joaquín Rodrigo (operazione già effettuata nel 1967 da Fabrizio De André nel suo album Volume I con il titolo Caro amore).
Il produttore ed arrangiatore dell'album è Enrico Polito, tranne in Sei l'amore mio (arrangiamenti di Franco Pisano)

## Tracce
Lato A
1. Vent'anni – 3:21 (testo: Giancarlo Bigazzi – musica: Enrico Polito e Totò Savio)
2. Candida – 3:52 (testo: Giancarlo Bigazzi – musica: Enrico Polito)
3. Sei l'amore mio – 4:09 (testo: Dino Verde e Antonio Amurri – musica: Franco Pisano)
4. Fai di me quello che vuoi – 3:39 (testo: Antonio Amurri – musica: Enrico Polito; edizioni musicali Melodi)
5. Il marinaio – 5:10 (testo: Mogol, Ettore Carrera ed Annamaria Alibani – musica: Gary Brooker)

Durata totale: 20:11
Lato B
1. Sogno d'amore – 3:36 (testo: Giancarlo Bigazzi – musica: Enrico Polito; edizioni musicali Sugar)
2. Il concerto di Aranjuez – 5:06 (testo: Giancarlo Bigazzi – musica: Joaquín Rodrigo)
3. Le braccia dell'amore – 4:42 (testo: Giancarlo Bigazzi – musica: Enrico Polito e Totò Savio; edizioni musicali Mascheroni)
4. Mio caro amore evanescente e puro – 4:56 (testo: Antonio Amurri – musica: Enrico Polito)
5. Non si può leggere nel cuore – 3:00 (testo: Franco Califano – musica: Totò Savio)

Durata totale: 21:20